# Ruusmäe
Ruusmäe est un village de la commune de Rõuge, situé dans le comté de Võru en Estonie. Le 1er janvier 2020, la population s'élevait à 152 habitants.

## Géographie
Il est établi au sud-est du pays, près de la frontière avec la Lettonie. 

## Histoire
Il est mentionné pour la première fois à la fin du XVIe siècle à l'époque de la formation de son domaine seigneurial dont subsiste encore le manoir de Rogosi (XVIIIe siècle), transformé aujourd'hui en hôtel et lieu de concert. Le village est appelé Rogosi jusqu'en 1939, quand il prend son nom actuel.
De 1991 jusqu'à la réforme administrative d'octobre 2017, il faisait partie de la commune de Haanja, date à laquelle celle-ci a été supprimée et intégrée dans la nouvelle commune de Rõuge.